# کاکابو رازی
کاکابو رازی، (آوانگاری:kʰàkàbò ɹàzì) بلندترین قله در آسیای جنوب شرقی می باشد که در ایالت کاچین میانمار در مرز مشترک چین و هند و میانمار واقع شده است. محل قرارگیری این کوه طوری است که می توان آن ناحیه را یک زیر مجموعه از رشته کوه عظیم هیمالیا دانست.